# Ivo Frosio
Ivo Frosio est un joueur de football suisse né le 27 avril 1930 et mort le 18 avril 2019.

## Palmarès
- Champion suisse en 1956 avec Grasshopper-Club Zurich
- Coupe de Suisse en 1956 avec Grasshopper-Club Zurich

## Équipe nationale
13 sélections
- Première sélection : Hollande-Suisse 1-2, le 22 mars 1953 à Amsterdam
- Dernière sélection : Hongrie-Suisse 8-0, le 25 octobre 1959 à Budapest